# Gatschet (Patrizierfamilie)

Wappen der Gatschet von Bern bzw. Gachet von Payerne

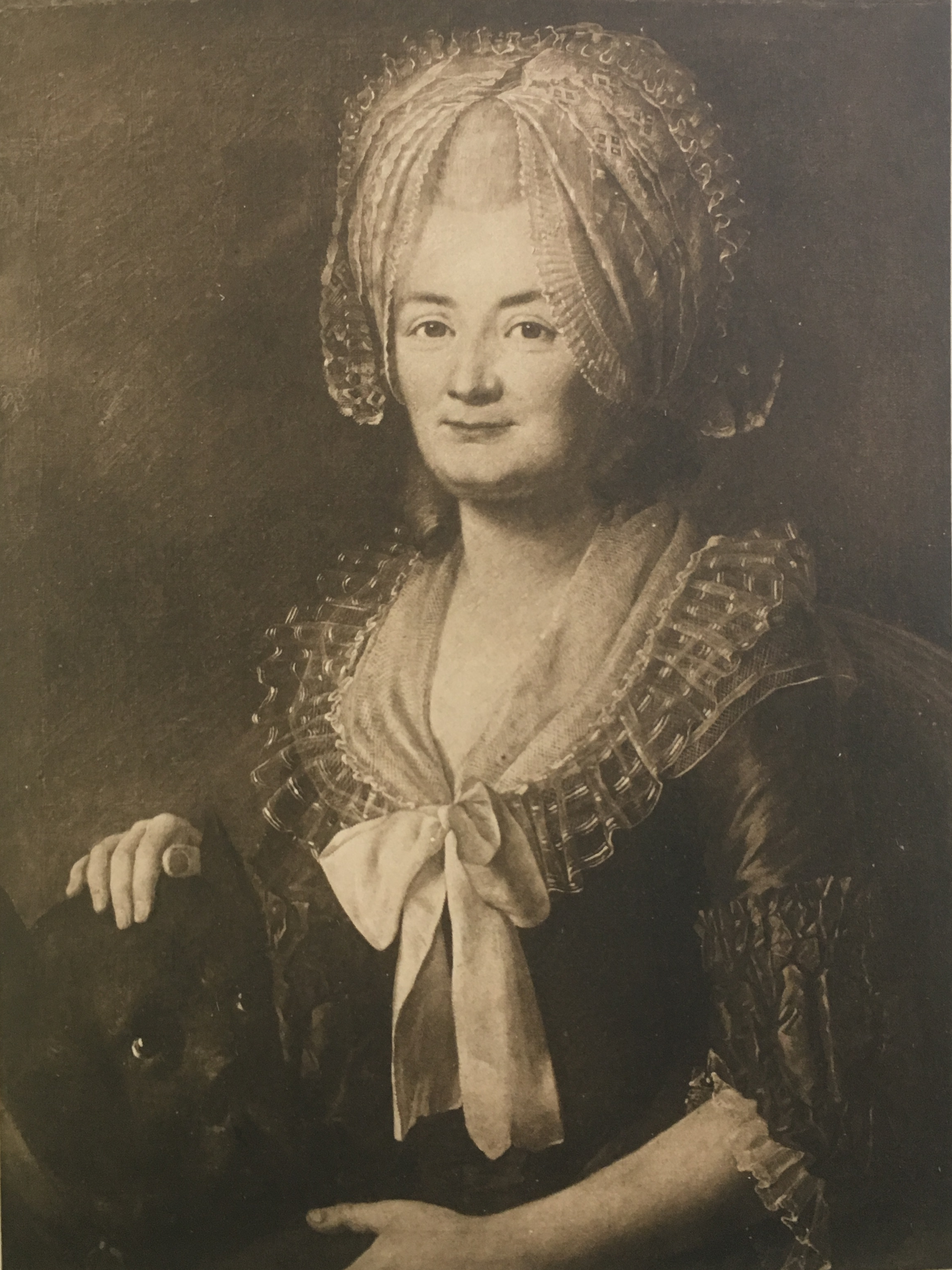
Anna Elisabeth Dachselhofer geb. Gatschet, Porträt von Emanuel Handmann (1775)

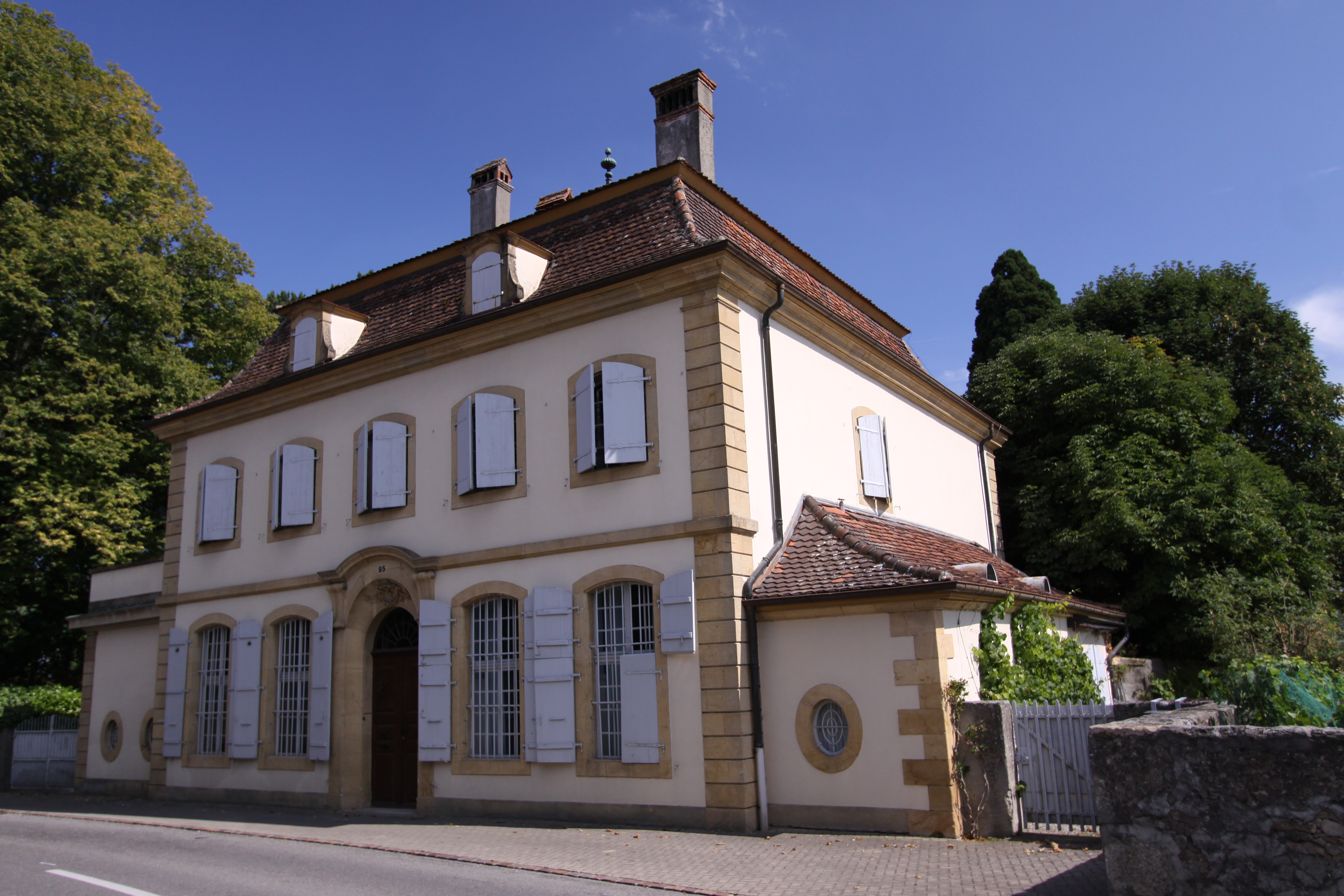
Gatschethaus in Môtier (2011)

Die Familie Gatschet (französisch Gachet) ist eine ausgestorbene Patrizierfamilie aus Payerne und Bern.

## Geschichte
Die Gachet werden erstmals 1389 in Payerne mit Junker Humbert erwähnt. Ein Zweig bürgerte sich 1557 in der Stadt Bern ein.
Angehörige der Familie besassen die Herrschaften Bellevaux und Montagny (Lutry) sowie das Gatschethaus (Rebgut) in Môtier.
Die Gatschet erloschen 1885 im Mannesstamm.

## Personen
Zweig Payerne
- Humbert Gachet, Junker (urkundlich 1389)
- Nicolas Gachet (1418–1468), Bannerherr von Payerne, bestattet in der Abtei Payerne
- Jean Amédée Gachet, Bannerherr, Schultheiss zu Payerne

Berner Zweig
- Niklaus Gatschet (I.) (1510–1606), Ratsschreiber 1563, Welschseckelschreiber 1565–1588[1]
- Niklaus Gatschet (II.) (1572–1609), Mitglied des Grossen Rats 1596
- Daniel Gatschet (I.) (1573–1618), Notar, Mitglied des Grossen Rats 1597, Schultheiss von Murten 1602, Landvogt zu Oron 1610
- David (1593–1673) (I.), Mitglied des Grossen Rats 1621, Rathausammann 1625
- Niklaus Gatschet (III.) (1598–1673), Inselschreiber 1624, Mitglied des Grossen Rats 1627, Landvogt zu Oron 1634, Landvogt zu Nyon 1647, Mitglied des Kleinen Rats 1654, Zeugherr 1658
- Daniel Gatschet (II.) (1607–1676), Herr zu Montagny, Mitglied des Grossen Rats 1635, Ohmgeldner 1644, Landvogt zu Moudon 1646, Mitglied des Kleinen Rats 1652, Landvogt nach Payerne 1661
- Daniel Gatschet (III.) (1646–?), Landwirt
- Niklaus Gatschet (IV.) (1655–1727), Silberverwalter
- David (1659–1729) (II.), Inspektor der Salzwerke in Roche
- Daniel Gatschet (III.) (1694–1729), Mitglied des Grossen Rats, Landvogt zu Sumiswald 1728
- Niklaus Gatschet (V.) (1702–1769), Mitglied des Grossen Rats 1745, Gerichtschreiber 1749, Landvogt zu Grandson 1755
- Hans Rudolf Gatschet (I.) (1724–1810), Besitzer eines Rebguts in Môtier, Kapitänleutnant in holländischen Diensten, Mitglied des Grossen Rats, Landvogt zu Sumiswald 1758, Landvogt zu Münchenbuchsee 1774, Oberst, Mitglied des Kriegsrats 1778
- Niklaus Gatschet (VI.) (1736–1817), Maler, Heraldiker, Genealoge, Landammann im Thurgau 1778, Mitglied des Grossen Rats 1785, Kastlan zu Saanen 1791
- Hans Rudolf Gatschet (II.) (1737–1803), Major in holländischen Diensten, Mitglied des Grossen Rats, Ohmgeldner, Landvogt zu Moudon 1787
- Niklaus Samuel Gatschet (1765–1840), Mitglied des Grossen Rats 1795, Kantonsrat 1803, Oberamtmann in Burgdorf 1806
- Friedrich Ludwig Gatschet (1772–1838), Offizier in holländischen Diensten, Mitglied des Grossen Rats 1816
- Daniel Gatschet (IV.) (1777–1798), Kadett, gefallen in Neuenegg
- Friedrich Anton Gatschet (1772–1838), Mitglied des Grossen Rats 1816, Salzkassier, Besitzer des Hübeli vor dem Aarbergertor
- Arnold Ludwig Gatschet (1795–1885), Mitglied des Grossen Rats 1824, Forstkassaverwalter, Besitzer des Gatschethauses in Môtier, ultimus
- Johann Rudolf Gatschet (1805–1856), Ingenieur, Oberingenieur des Kantons Bern, Oberstleutnant im Sonderbundskrieg, Kommandant des Geniecorps

## Wappen
Das Familienwappen der Gatschet bzw. Gachet (von Payerne und Bern) zeigt in Blau eine gebildete goldene Sonne. Das gleiche Wappen führen die Gatschet von Neuenburg. Auf dem Bügelhelm mit blau-goldenen Decken ein wachsender goldener Löwe. Dieses Vollwappen ist auch im Deckengewölbe der Gachet-Kapelle der Abtei Payerne zu sehen. 
Die Gachet von Genf führen das gleiche Wappenbild auf rotem Grund.